# Kidobós
A kidobós (angolul: dodgeball) egy csapatsport, amelyben két csapat játékosai speciális szövet labdákat dobálva próbálják eltalálni az ellenfelet, miközben elkerülik, hogy ők magukat eltalálják egy labdával. 
A játék röplabda nagyságú pályáján zajlik, öt kifejezetten erre a sportágra kifejlesztett speciális szövetlabdákkal. 
A játékot két 6 fős csapat játssza, a játékidő felnőtt versenyeken 2x15 perc, utánpótlás tornákon 10 perc. Egy szett 3 perces, míg a fiatalabbaknak 2 perces.
Mindkét csapat elsődleges célja az, hogy a szemben levő csapat összes játékosát eltalálják egy labdával, ezzel kiiktatva őket a játékból vagy a játékidő (szett) végén a saját csapatukban többen maradjanak életben.
Az 5 labdának és viszonylag kis pályának köszönhetően egy rendkívül intenzív stratégiai játékról beszélünk, ahol fontos szerep jut a játékosok képessége mellett a taktikának is.
A Hungary Dodgeball jóvoltából felnőtt, egyetemista, közép és általános iskolai versenyek kerülnek megrendezésre idehaza.

## Területe
A sportág nemzetközi irányító testülete a Dodgeball Világszövetség (WDBF), amely a dodgeball világbajnokságot rendezi és a European Dodgeball  Federation (EDF), amely az Európa-bajnokságokat szervezi némileg eltérő szabályok szerint.
Iskolákban többnyire még a régi 1 vagy 2 labdás pados (!) alap verziót játsszák különböző szabályok szerint. 
2018-tól a Hungary Dodgeball jóvoltából viszont már Magyarországon is egyre több helyen és oktatási intézményben játsszák a kidobós 5 labdás nemzetközi verseny változtatát. 